# Биденкопф (замок)
Биденкопф (нем. Schloss Biedenkopf) — замок на горе над одноимённым городом и долиной реки Лан. Расположен на 386-метровой горе над старым центром города. Находится в округе Гисен в центре земли Гессен, Германия.

## История

### Ранний период
Согласно археологическим раскопкам, северная башня замка, вероятно, была построена около 1175 года. Семья фон Биденкап впервые упоминается в конце XII века. Первый представитель семейства, Хармутдус фон Биденкар был министериалом  в Кёльнском архиепископстве. Скорее всего род был боковой ветвью семьи фон Хоэнфельс.
Около 1231 года замок перешёл во владение ландграфа Конрада Тюрингского. Тот управлял гессенскими владениями Людовингов и основал город Биденкопф у подножия горы, на которой стоял замок. Во времена правления тюрингского ландграфа Генриха IV Распе замок вместе с замками во Франкенберге и Гладенбахе служил важной пограничной крепостью на западе владений.
После 1296 года ландграф Оттон I Гессенcкий полностью перестроил замок. Он создал новую цитадель на нынешнем месте на южной стороне горы. Замок был значительно расширен в период с 1360 по 1365 год при ландграфе Генрихе II Гессенском. Впоследствии дворец внутри замка был перестроен во второй половине XV века (1455–1460 и 1480–1483).

### После XV века

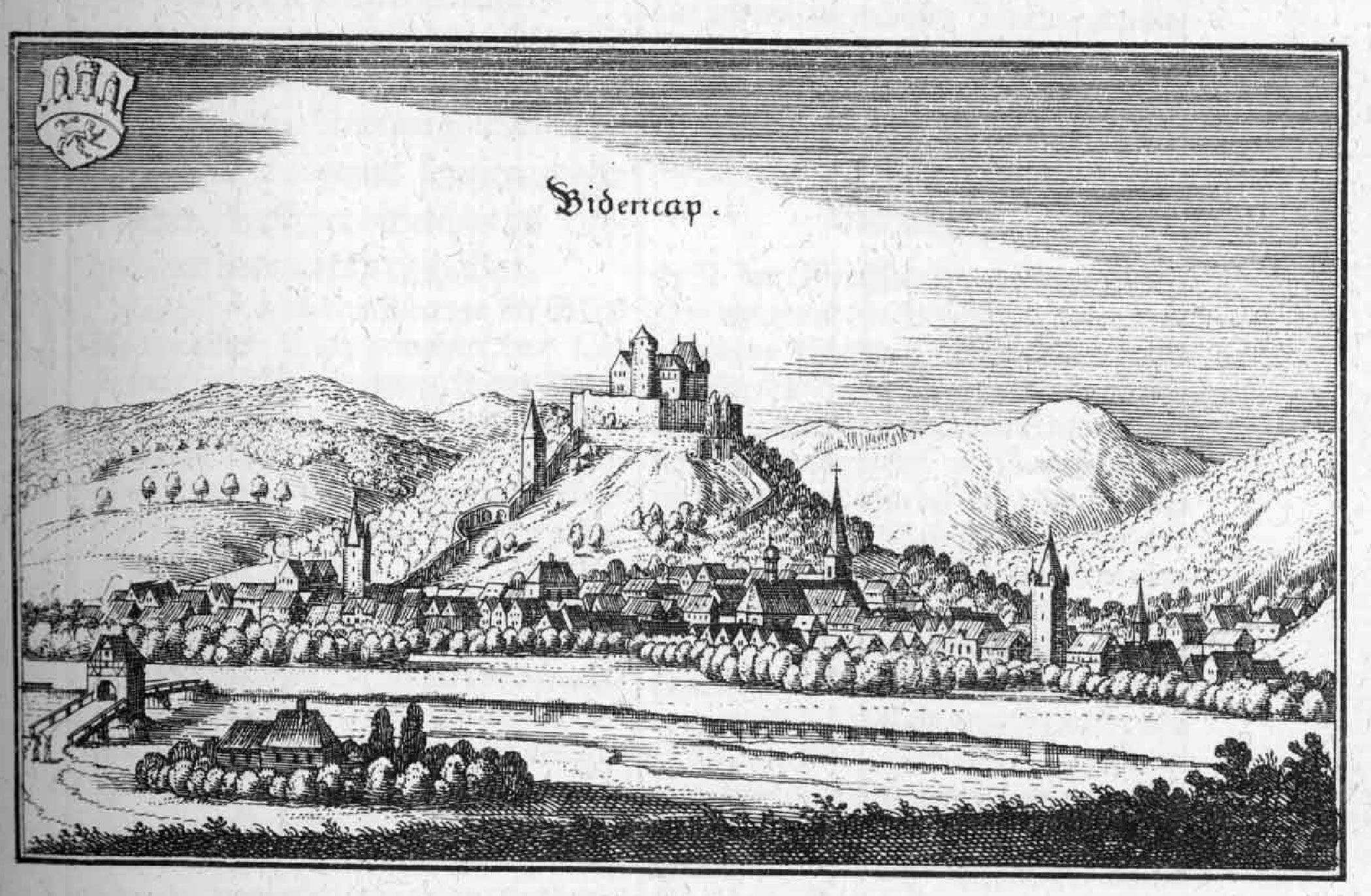
Вид города и замка на рисунке 1655 года

К XVI веку замок утратил своё прежнее военное значение и оказался фактически заброшен. С 1579 года местные жители использовали бывший дворец как большой амбар. В 1604 году замок получил серьёзные повреждения. Во время Тридцатилетней войны руины замка несколько раз переходили из рук в руки. В ходе военных действий Биденкопф был окончательно разрушен.
Вплоть до XIX века бывшая резиденция оставалась заброшенной.
В 1843–1847 годах, с приходом эпохи романтизма, замок стал возрождаться. Великий герцог Людвиг II Гессен-Дармштадтский нанял архитектора Зоннемана для восстановления крепости. Причём ставилась задача воссоздать крепость в соответствии с традициями Средних веков. Ряд спорных архитектурных решений в ходе реконструкции иногда ошибочно приписывают Георгу Моллеру. В 1886-1891 годах был восстановлен прежний замковый дворец.

### XX и XXI века

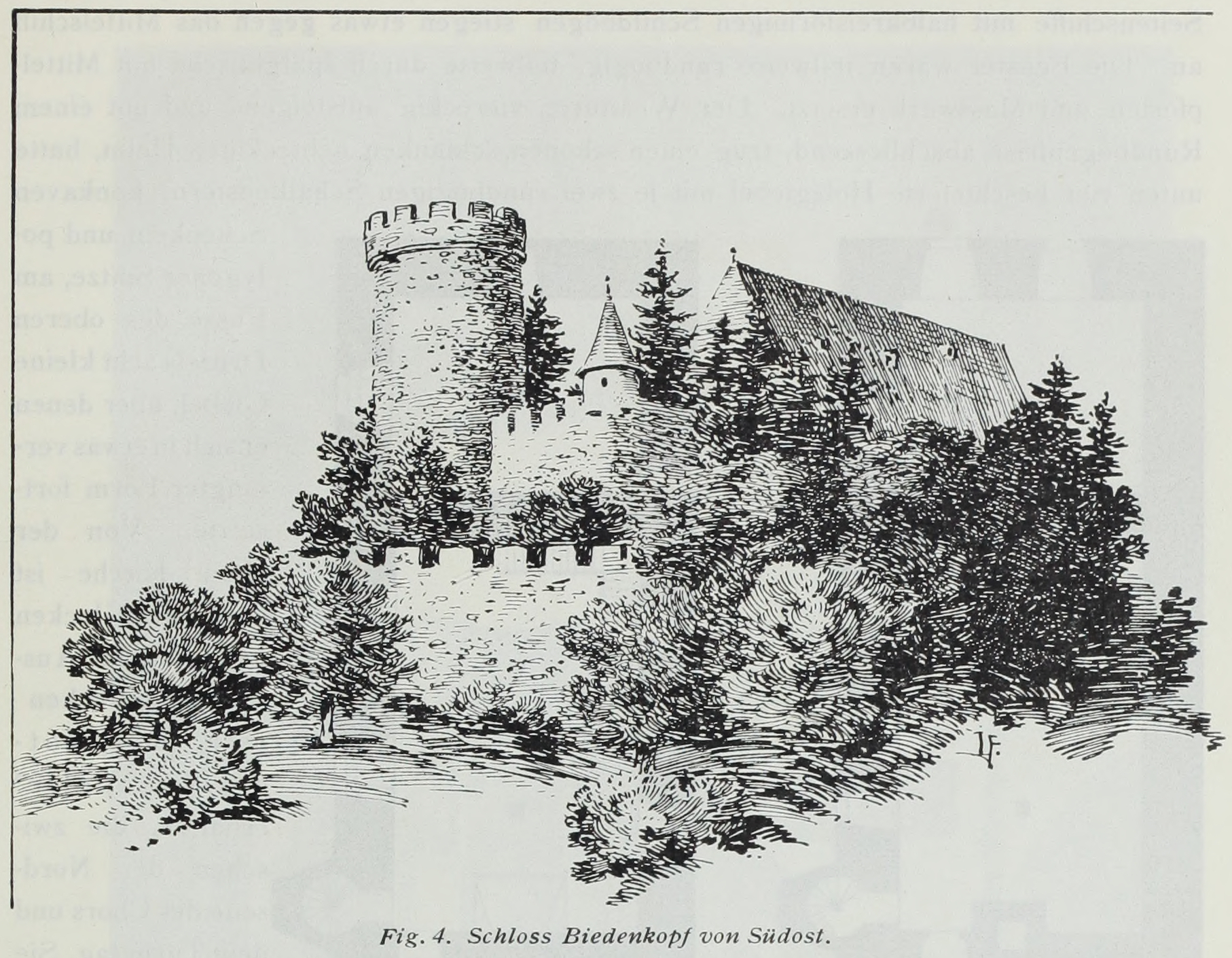
Замок на рисунке 1910 года

В 1908 году по инициативе исторического общества округа Биденкопф в замке открыт музей.
С 1988 по 1993 год замок был закрыт для публики из-за обветшания и опасности обрушений. В ходе реконструкции все постройки были укреплены. в 1993 году власти района Марбург-Биденкопф были удостоены Премии за защиту памятников истории Гессена за комплексное восстановление замка. В последующие годы были отремонтированы и реконструированы почти все постройки замкового комплекса: к 2008 году крепостная стена, а в 2010 году внутренний двор.

## Современное состояние
В замке функционируют музеи, ресторан, а также проводятся фестивали, концерты и другие мероприятия.

### Выставочный зал
В бывшем ландграфском дворце на четырёх этажах размещаются несколько постоянных экспозиций (история, быт, ремёсла и костюмы Гессена), а также есть залы для проведения временных выставок. Как правило, все выставки так или иначе связаны с регионом Марбург-Биденкопф. В музее есть залы, где рассказывается о геологии и географии региона, а также о местной дикой природе. Общая площадь выставочных помещений составляет около 700 м².

### Зал Рыцаря
Рыцарский зал во дворце используется для проведения культурных мероприятий. В частности, популярностью у публики пользуется цикл «Осенние вечера» с театральными спектаклями, концертами и лекциями. Кроме того, здесь возможно проведение свадебных торжеств.

### Открытый двор
Двор дворцового комплекса регулярно используется для концертов и театральных представлений на открытом воздухе.

### Ресторан
С 1950 года на территории замка работает ресторан с панорамными видами на долину реки. В 1960 году замок был расширен. В ходе реконструкции появился верхний уровень ресторана, оказавшийся над каменной стеной. Получившуюся террасу часто называют «дворцовой».
Современный ресторан называется «Eiserner Heinrich».
Перед стенами замка в период праздника Октоберфест устраивают просторную площадку с сотнями столов и скамеек.

## Галерея

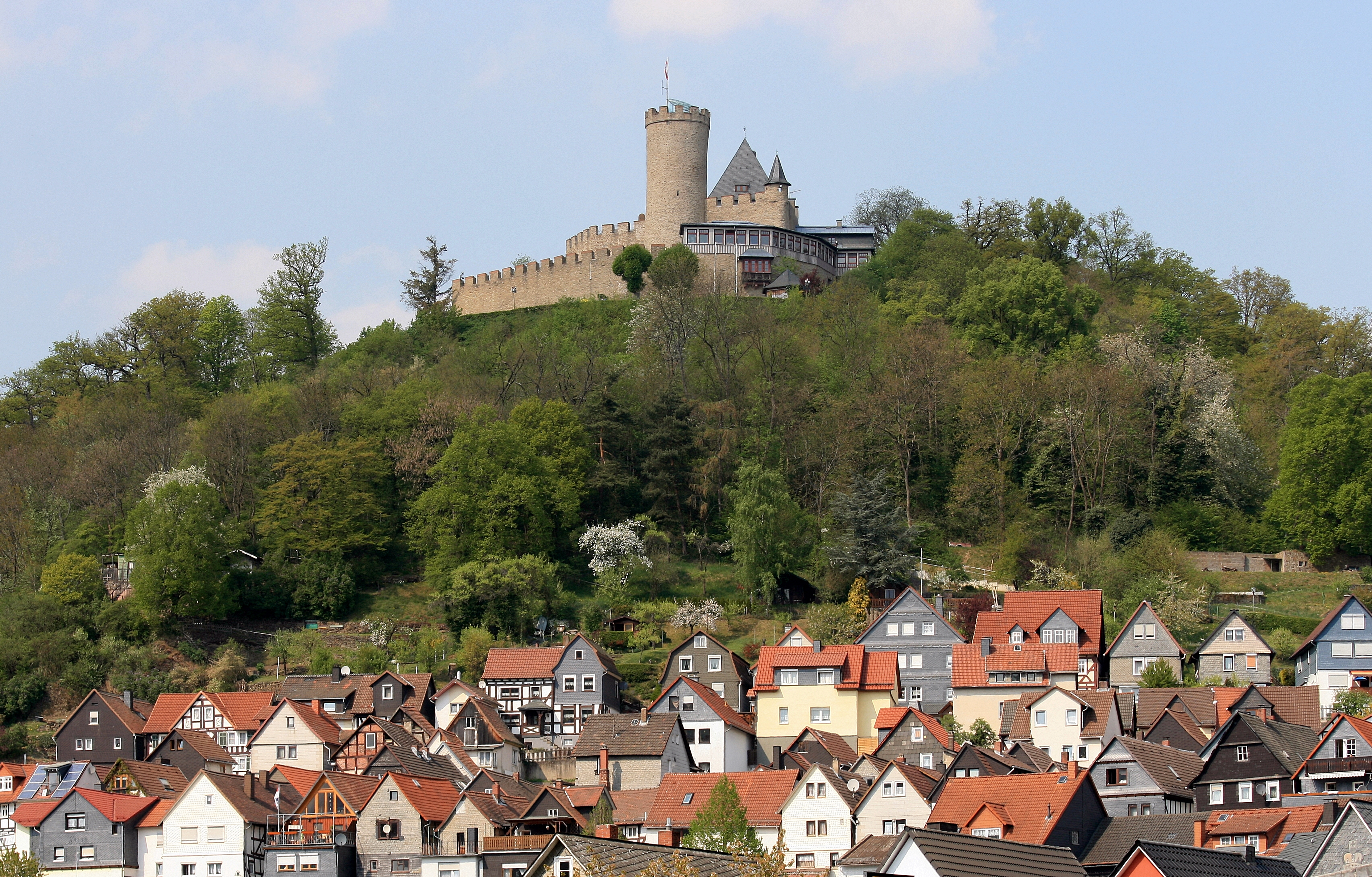
Вид города и замка
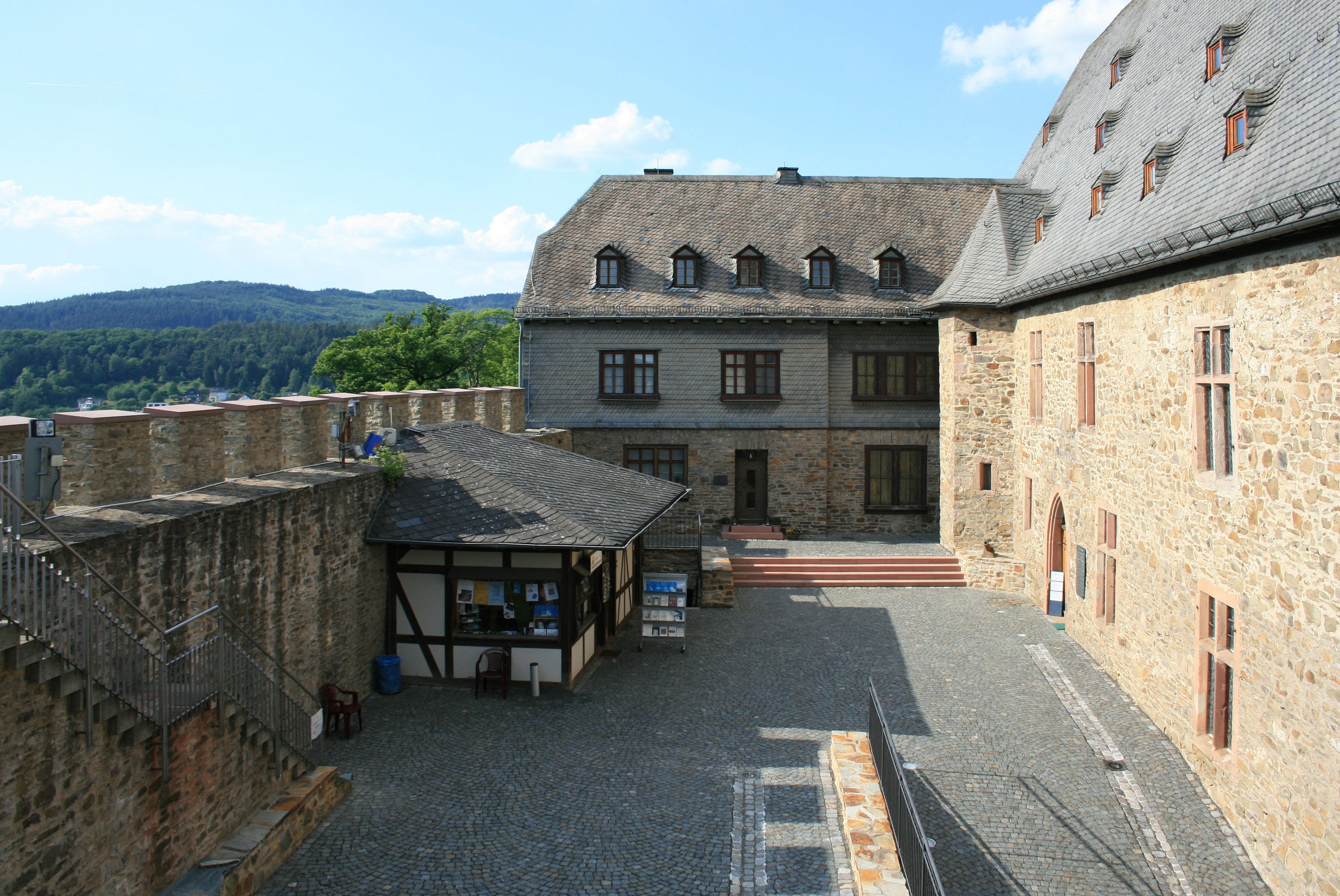
Внутренний двор замка
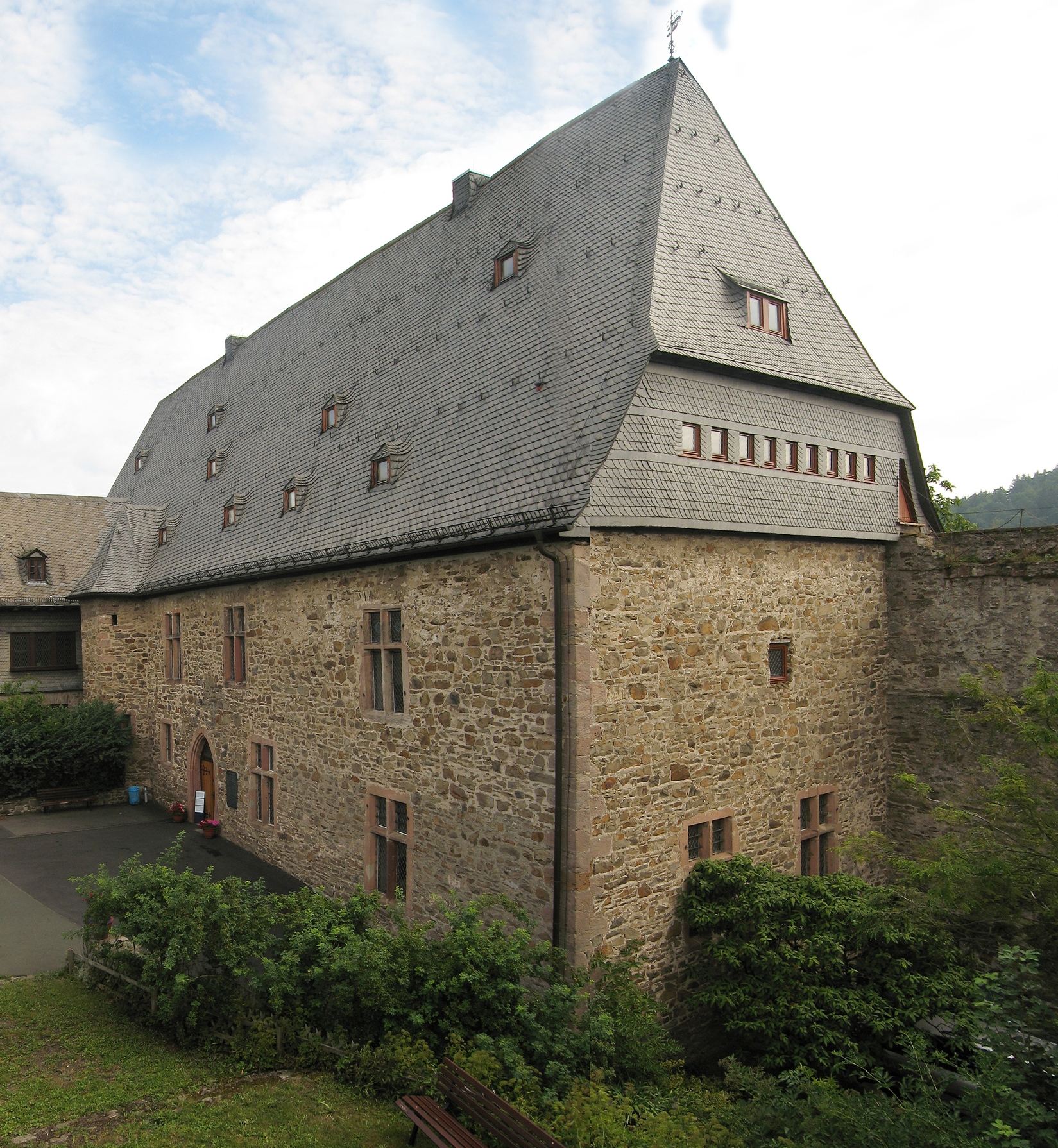
Бывшая ландграфская резиденция
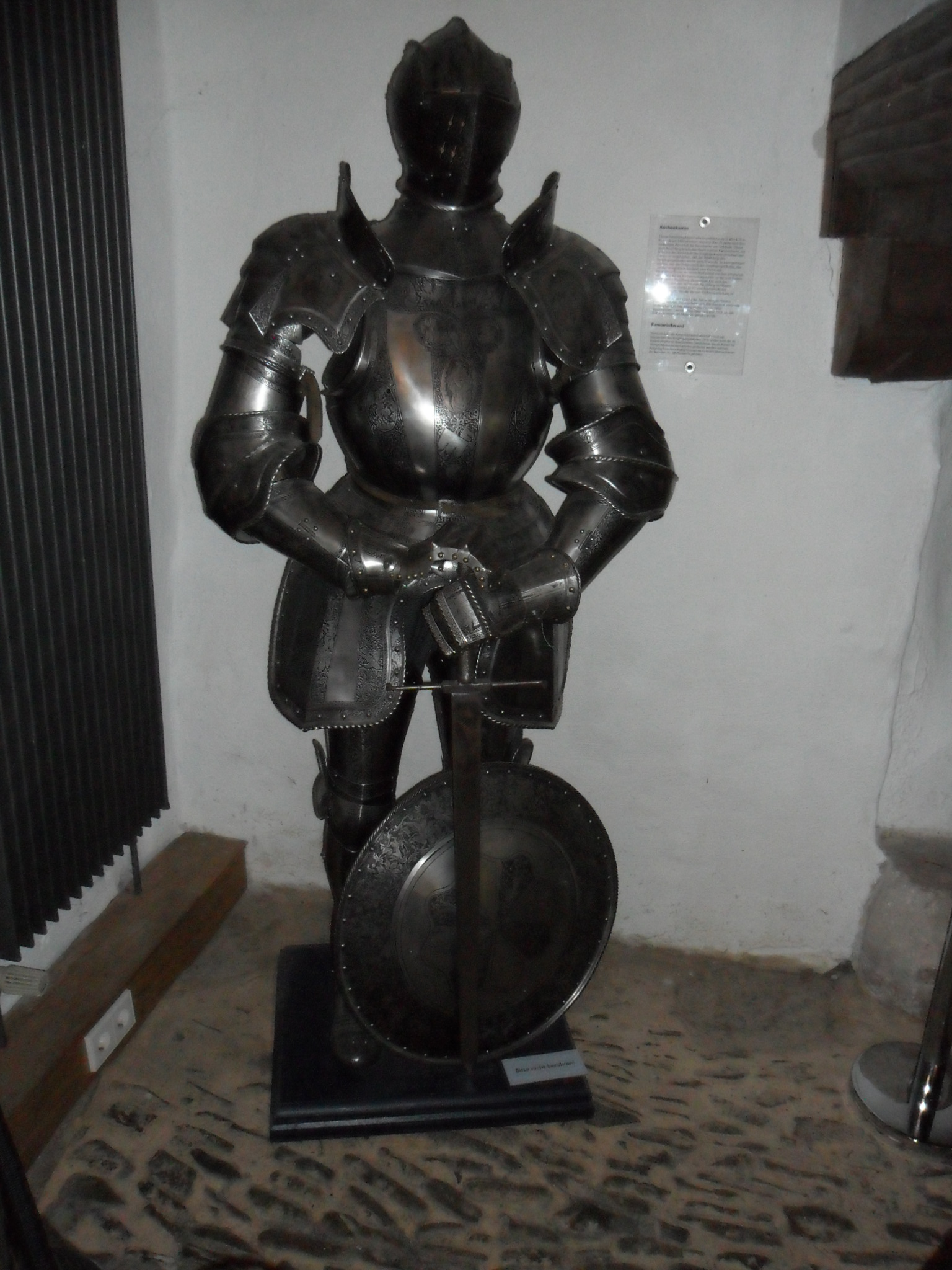
Рыцарские доспехи в музее замка
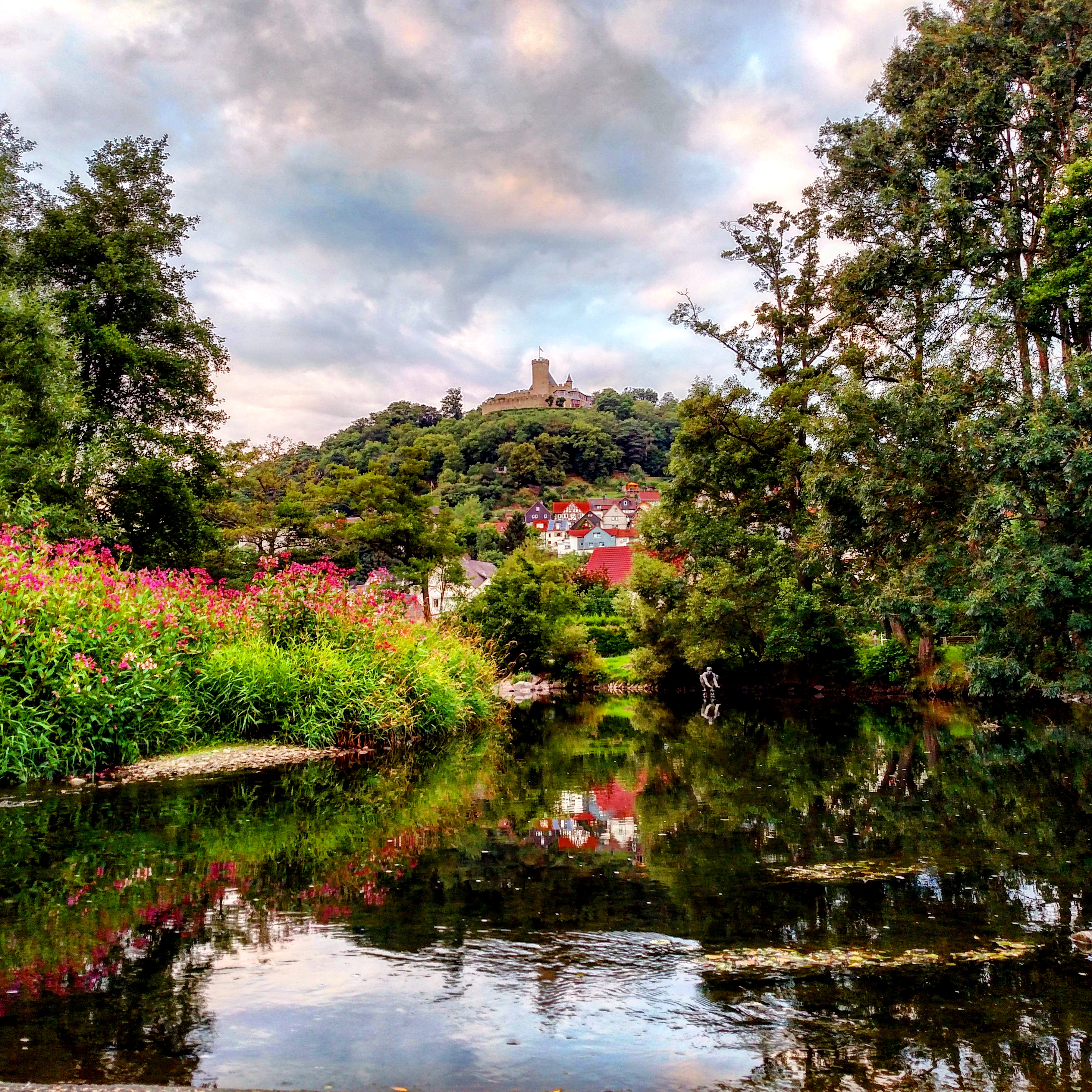
Вид реки, города и замка